# Słoń afrykański

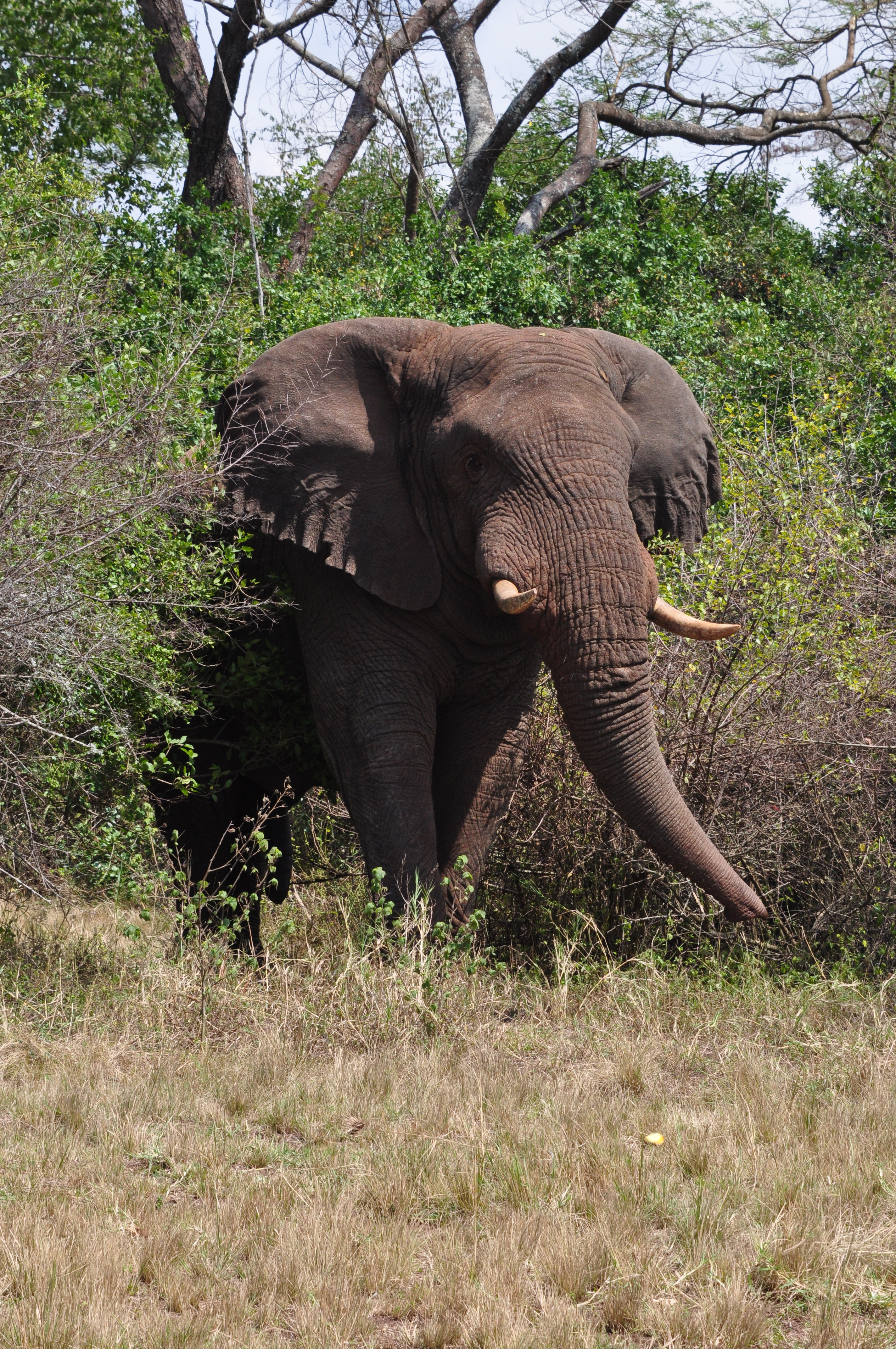
Słoń podążający do wodopoju

Słoń afrykański (Loxodonta africana) – gatunek ssaka z rodziny słoniowatych (Elephantidae), największe współcześnie żyjące zwierzę lądowe. Wcześniej uznawany za jeden gatunek wraz ze słoniem leśnym (Loxodonta cyclotis). Zwierzę stadne, zamieszkuje afrykańską sawannę, lasy i stepy. W starożytności wykorzystywane jako zwierzęta bojowe.

## Taksonomia
Gatunek po raz pierwszy zgodnie z zasadami nazewnictwa binominalnego opisał w 1797 roku niemiecki przyrodnik Johann Friedrich Blumenbach, nadając mu nazwę Elephas africanus. Miejsce typowe to rzeka Oranje, Południowa Afryka.
Nie rozpoznano żadnych podgatunków, chociaż rozmiar, wygląd i kość słoniowa różnią się w zależności od regiony występowania. Trwa również debata, czy L. cyclotis jest odrębnym gatunkiem czy podgatunkiem L. africana; częściowo dlatego, że rozróżnienie tych dwóch taksonów jest niezgodne z koncepcją gatunku biologicznego (hybrydy pomiędzy tymi dwoma gatunkami są zdolne do samodzielnego rozrodu). 
Autorzy Illustrated Checklist of the Mammals of the World uznają słonia afrykańskiego za gatunek monotypowy.

### Etymologia
- Loxodonta: gr. λοξος loxos „krzywy, ukośny”; οδους odous, οδοντος odontos „ząb”[28].
- africana: łac. Africanus „Afrykańczyk, afrykański”, od Africa „Afryka”[29].

## Zasięg występowania
Słoń afrykański występuje w Afryce Subsaharyjskiej, głównie we wschodniej i południowej Afryce, od północnego Kamerunu i południowego Czadu do Sudanu Południowego, Etiopii i Erytrei, a następnie na południe do Angoli, Zambii, Malawi, Mozambiku, Zimbabwe, Namibii, Botswany, Eswatini i Południowej Afryki; rozproszone populacje występują również w zachodniej Afryce od Senegalu po Nigerię, ale ich status taksonomiczny jest nadal przedmiotem dyskusji.

## Morfologia
Długość ciała (włącznie z trąbą i bez ogona) 600–750 cm, długość ogona 100–150 cm, wysokość w kłębie samic 260 cm (maksymalnie 300 cm), samców 320 cm (maksymalnie 400 cm); masa ciała samic 2800 kg (maksymalnie 4600 kg), samców 6000 kg (maksymalnie 10 000 kg). Uszy sięgają do 1,5 m długości. Wykorzystywane są do termoregulacji (chłodzenia). Trąba służy do oddychania, wąchania, picia i „kąpieli”, jak również do zbierania pożywienia i zrywania gałęzi z wyższych partii drzew. Jest zakończona dwoma palczastymi wyrostkami. Zęby tworzą cztery łuki trzonowców, po jednym z każdej strony szczęki. Mają długości 30 cm i każdy z nich składa się ze zrośniętych 4 zębów. Wraz ze ścieraniem się przednich zębów wyrastają od tyłu kolejno następne, które zastąpią zużyte. Mogą odrastać w całości nawet 6 razy. Tzw. ciosy to przedłużone siekacze, rosną w ciągu całego życia zwierzęcia. Spodnia strona stóp jest miękka i delikatna, dzięki czemu zwierzę mimo olbrzymiej masy może poruszać się bezszelestnie. Skóra jest pomarszczona, pokryta szczątkowym owłosieniem. U młodych słoni pokryta jest rzadkimi grubymi włosami. Słoń afrykański jest większy od słonia indyjskiego (azjatyckiego).

## Ekologia

### Tryb życia
- Zwyczaje: żyje w grupach rodzinnych
- Odgłosy: głębokie chrząkanie jako stała forma komunikacji, trąbienie, gdy jest zdenerwowany
- Pożywienie: rośliny
- Długość życia: około 70 lat

Samice i młode słonie żyją w stadzie pod przewodnictwem dorosłej samicy, z którą każdy z członków rodziny jest spokrewniony.
Młode samce przeganiane są ze stada, kiedy tylko osiągną dojrzałość płciową. Zbierają się później, aby prowadzić życie w grupie kawalerów. Dorosłe samce żyją samotnie, dostęp do stada mają tylko przez krótki czas, kiedy samica znajduje się w okresie rui. Pokonując nawet olbrzymie odległości, stada nie oddalają się od wody. Słonie nie tylko piją chętnie, ale również uwielbiają się kąpać, najlepiej każdego wieczoru. Po kąpieli słonie obsypują swoją wilgotną skórę piaskiem. Powstała w ten sposób warstwa kurzu i błota pomaga im chronić się przed atakami gryzących owadów.
Słonie afrykańskie również dobrze pływają i nie boją się pokonywać wpław nawet szerokich rzek czy jezior. Na początku lat 80. XX w. na terenie Parku Krajobrazowego Kariba na pograniczu Zambii i Zimbabwe zaobserwowano dwa słonie, które w dwa dni (z nocnym odpoczynkiem na jednej z wysp) pokonały zbiornik Kariba. Przepłynęły łącznie 35 km, spędzając w wodzie nie mniej niż 30 godzin.

### Komunikacja
Jeśli słonie stracą ze sobą kontakt wzrokowy w buszu, dają znać o sobie przy pomocy głębokich, chrapliwych odgłosów. Pochodzą one z nosa (trąby), gardła. Kiedy tylko słoń dostrzeże niebezpieczeństwo, informuje o tym swoich towarzyszy nagle milknąc.
Konflikty między pojedynczymi osobnikami rozstrzygane są na ogół w sposób pokojowy. Zwierzę stojące niżej w hierarchii stada ustępuje zazwyczaj stojącemu wyżej, kiedy tylko dostrzeże, że ten wykonuje niebezpieczne gesty, takie jak zwijanie trąby czy wzbijanie tumanów kurzu. W takich chwilach można też usłyszeć charakterystyczne dla słoni trąbienie.
Gesty te wykonywane są także dla odstraszenia przeciwnika.

### Pożywienie

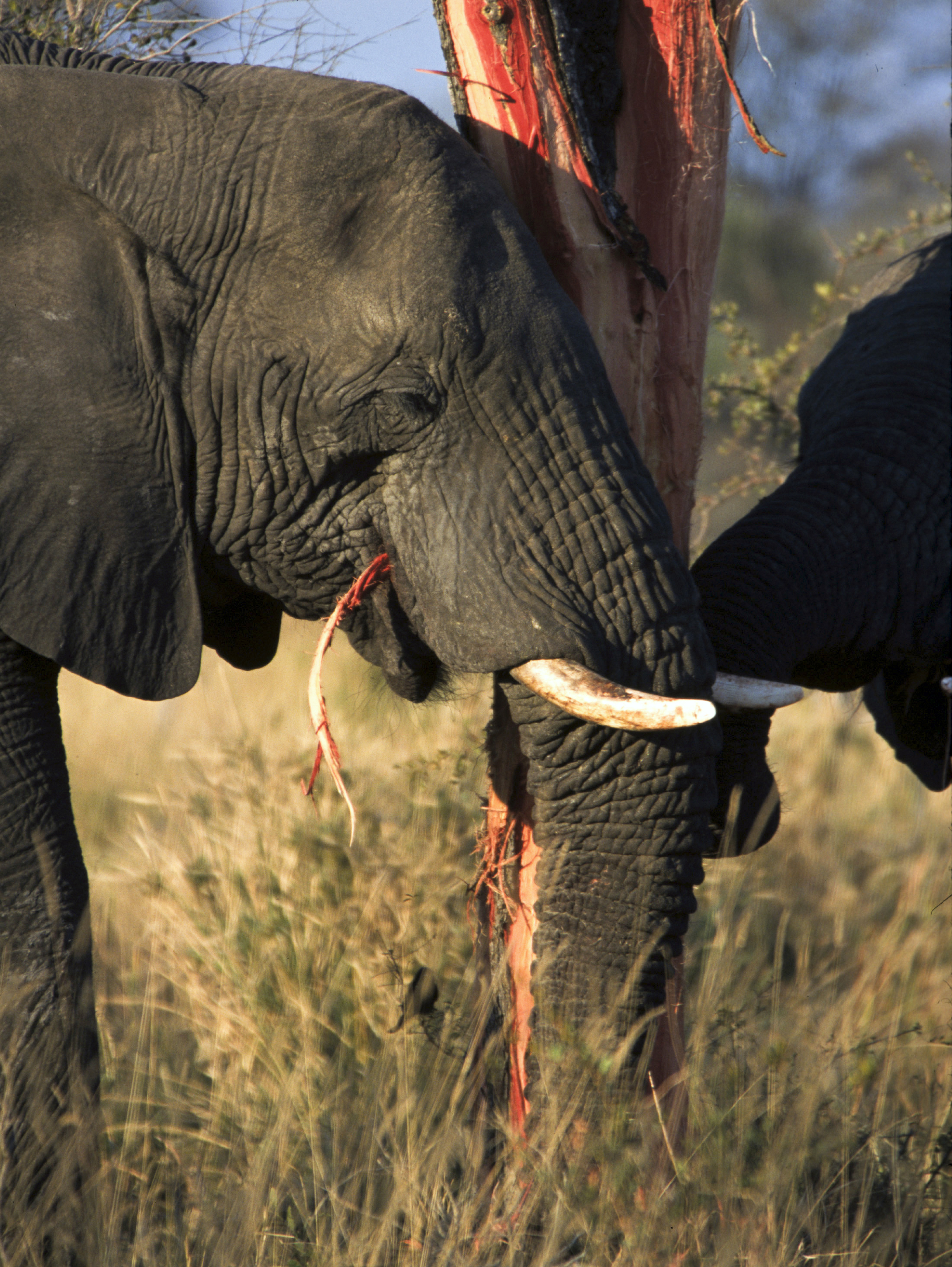
Słonie zjadające korę drzewa

Słonie są wyłącznie roślinożerne. Pożerają różnego rodzaju trawy, liście, mniejsze gałęzie i konary oraz owoce. Nieliczne zęby, jakie posiadają słonie, wykorzystywane są do rozdrabniania pożywienia. Słonie najczęściej umierają śmiercią głodową w 70. roku życia z powodu straty wszystkich zębów. Uniemożliwia im to dalsze pobieranie pokarmu.

### Rozmnażanie
Słonie osiągają dojrzałość płciową w wieku 14–15 lat. Występuje musth. Zaloty polegają na wykonywaniu gestów wskazujących na rodzącą się więź pomiędzy samcem a samicą, podczas których zwierzęta pieszczą się trąbami. Z reguły po 22 miesiącach rodzi się jedno młode słoniątko. Mierzy ono ok. 85 cm i waży ok. 110 kg.
Słoniątko karmione jest przez matkę przez dwa lata, czasami dłużej. Po urodzeniu się następnego słoniątka, starsze z nich staje się pełnoprawnym członkiem rodzinnego stada. Samica rodzi młode zazwyczaj raz na cztery lata. Otoczona jest najczęściej dwoma lub trzema młodymi w różnym wieku.

## Poziom zagrożenia
Słoń afrykański to gatunek zagrożony wyginięciem (EN – ang. endangered ‘zagrożony’). Zwierzęta są zagrożone w wyniku niszczenia środowiska i kłusownictwa. Zabijanie dla kości słoniowej, skór i mięsa, nierzadko dla sportu doprowadziło do spadku populacji słoni z kilku milionów do 700 tys. osobników w 1989. Obecnie słoń afrykański jest chroniony przepisami konwencji waszyngtońskiej (CITES). 

## Informacje dodatkowe
- Słonie afrykańskie są uważane za zwierzęta obdarzone wysoką inteligencją. Mózg słonia waży ok. 6000 g.
- Przeciętna długość życia słonia wynosi około 65–70 lat w stanie dzikim i do 80 lat w niewoli. Notowano przypadki słoni osiągających ponad 80 lat.
- Najstarsze skamieliny słoni afrykańskich pochodzą ze środkowego pliocenu.
- Mimo że słoń afrykański jest właściwie zwierzęciem sawanny, potrafi przystosować się do innych warunków, dzięki czemu może żyć na obszarach położonych na południe od Sahary. Osiedla się jednak tylko tam, gdzie znajdują się źródła wody pitnej i miejsca do kąpieli.